# Meir Schweiger
Meir Schweiger é um rabino no Instituto Pardes em Jerusalém e Nova York. Seus famosos podcasts semanais de estudos judaicos são ouvidos em todo o mundo.
Schweiger é bacharel em Matemática e Física da City College em Nova York. Fez os seus avançados estudos judaicos na Universidade Yeshiva. Ele recebeu a ordenação do rabino Zalman Neemias Goldberg de Jerusalém. Ele tem sido um membro do corpo docente em tempo integral em Pardes desde 1977 e ensinou Bíblia, Mishná, Talmud, e Halachá em cada nível.